# Geča
Geča és un poble i municipi d'Eslovàquia. Es troba a la regió de Košice, a l'est del país. El 2022, ténia una població d'unes 1862 persones.

## Història
La primera referència escrita de la vila data del 1255.

## Demografia
| Godina             | 1994 | 2004    | 2014    | 2024    |
| ------------------ | ---- | ------- | ------- | ------- |
| Nombre de persones | 1295 | 1496    | 1660    | 1898    |
| Diferència         |      | +15,52% | +10,96% | +14,33% |

| Godina             | 2023 | 2024   |
| ------------------ | ---- | ------ |
| Nombre de persones | 1904 | 1898   |
| Diferència         |      | −0,31% |